# Huvanur, Hungund
Huvanur là một làng thuộc tehsil Hungund, huyện Bagalkot, bang Karnataka, Ấn Độ.